# Tom Strannegård
Tom Strannegård (* 29. April 2002 in Stockholm) ist ein schwedischer Fußballspieler, der aktuell beim AIK Solna unter Vertrag steht.

## Karriere

### Verein
Strannegård begann seine fußballerische Ausbildung beim IFK Stocksund, wo er bis zum Alter von 14 Jahren spielte. Während seiner Zeit dort wurden Scouts des FC Chelsea auf ihn aufmerksam und er vertrat den Verein bei diversen Jugendturnieren unter anderem in Solna. Dort wurde schließlich der AIK Solna auf ihn aufmerksam und er wechselte im Jahr 2017 in die Jugend des schwedischen Erstligisten. In der Saison 2019 stand Strannegård bereits das erste Mal im Kader in der Allsvenskan. Am 17. Juni 2020 (2. Spieltag) stand er gegen den IFK Norrköping in der Startelf im Sturm und debütierte somit bei der 1:4-Niederlage für die Profis. In der gesamten Spielzeit 2020 spielte er zwölfmal in der schwedischen ersten Liga und zweimal im Pokal, wobei er einmal traf. Am siebten Spieltag der Folgesaison (17. Mai 2021) schoss er bei dem 2:1-Auswärtssieg gegen den Östersunds FK das Führungstor und somit sein erstes Profitor.

### Nationalmannschaft
Strannegård kam bislang zu vier Einsätzen bei der schwedischen U15-Junioren.